# Naturräumliche Gliederung der Alpen

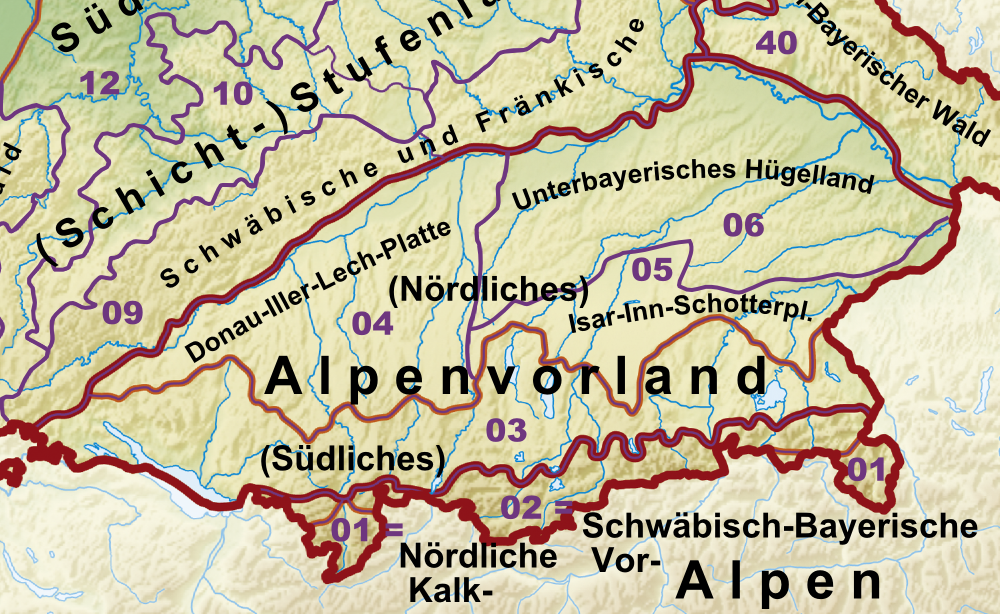
Die beiden Haupteinheitengruppen 02 und 03 enthalten die deutschen Anteile an den Alpen

Die naturräumliche Gliederung der Alpen basiert auf der Einteilung von Landschaften nach Naturräumen, die ab den 1950er Jahren von der Bundesanstalt für Landeskunde in den Arbeiten zum Handbuch der naturräumlichen Gliederung Deutschlands vorgenommen wurde. Die Alpen als naturräumliche Großregion 1. Ordnung wurden, für Deutschland und die unmittelbare Nachbarschaft, in die zwei Großregionen 2. (und gleichzeitig 3.) Ordnung 01 Nördliche Kalkhochalpen und 02 Schwäbisch-Bayerische Voralpen aufgeteilt und diese wiederum in mehrere sogenannte Haupteinheiten (Regionen 4. Ordnung). Diese Gliederung folgt weitgehend der Einteilung in Gebirgsgruppen, und jede Haupteinheit − mit Ausnahme des Kufsteiner und des Oberstdorfer Beckens – enthält sowohl Bergketten als auch die dazwischen liegenden Talböden.
Erst sehr spät (1978–1994) fand eine Verfeinerung 1:200.000 durch Klaus Hormann und Hansjörg Dongus statt, die jedoch, was die Alpen anbetrifft, erheblich in ihrer Systematik abwich (siehe #Naturräumliche Feingliederung nach Hormann und Dongus). Sie reichte bis weit in die Nachbarländer hinein, erfasste indes dennoch natürlich nur einen Bruchteil des Gebirges. In den eigentlichen Alpenländern wird hingegen nicht nach Naturräumen systematisiert.
Der deutsche Anteil an den Alpen wurde vom Bayerischen Landesamt für Umwelt (LfU) in den 2000er Jahren im System des Handbuchs in kompatibler Weise verfeinert, jedoch mit einer geringeren Detailtiefe als bei Hormann und Dongus.
Zwar liegen alle deutschen Anteile an den Alpen in Bayern, jedoch sind sie nicht deckungsgleich mit den Bayerischen Alpen, welche einer anderen länderübergreifenden Gliederung folgen und insbesondere die Berchtesgadener Alpen nicht enthalten. Die Bayerischen Alpen fallen indes weitgehend mit den Schwäbisch-Bayerischen Voralpen zusammen, schließen allerdings die Haupteinheiten 010, 011, 012 und 015 der Nördlichen Kalkhochalpen zusätzlich ein.

## Naturräume der Alpen nach LfU
Das LfU zählt, wie auch das Handbuch der naturräumlichen Gliederung Deutschlands und abweichend von Dongus, den Pfänder zu den Alpen. Anders als das Handbuch und auch Hormann rechnet es jedoch den Högl und das Reichenhaller Becken nicht hinzu.
Wie folgt verfeinert das LfU die dreistelligen Haupteinheiten des Handbuchs der naturräumlichen Gliederung Deutschlands:
- 01 Nördliche Kalkhochalpen (siehe auch Nördliche Kalkalpen)
  - 010 Hinterer Bregenzer Wald
    - 010-01 „Hoher Ifen“ (am Hohen Ifen 2230 m, Kackenköpfe im Osten 1558 m) [≈ 950.2 Hoher Ifen und Gottesackerplatt + Südteil von 950.1 Schrattenkalkgewölbe zwischen Bolgenach und Hörnlesbach][2]
    - 010-02 „Piesenkopf“ (am Piesenkopf 1630 m, am Besler 1679 m) [≈ 940.01 Berge um den Feuerstätter Kopf, Südostteil + Nordteil von 950.1 Schrattenkalkgewölbe zwischen Bolgenach und Hörnlesbach][2]
    - 010-03 Schelpen (1552 m) [≈ 940.01, Nordostteil][2]
    - 010-04 „Riedberger Horn“ (am Riedberger Horn 1787 m) [≈ 940.00 Riedberghorn-Gruppe][2]

  - 011 Allgäuer Hochalpen
    - 011-01 Mädelegabel
    - 011-02 Fürschießer
    - 011-03 Wildgundkopf[3] (1954 m)
    - 011-04 Höfats
    - 011-05 Schneck
    - 011-06 Nebelhorn
    - 011-07 „Imberger Horn“ (am Imberger Horn 1655 m, am Schnippenkopf 1833 m) [≈ 941.0 Flyschberge um das Imberger Horn][4][5]
    - 011-08 Rauhhorn-Hochvogel
    - 011-09 Schafalpenköpfe
    - 011-10 Fellhorn

  - 012 Oberstdorfer Becken
    - 012-01 Oberstdorfer Talraum [≈ 901 Oberstdorfer Illertal][2]

  - 013 Wettersteingebirge[6]
    - 013-01 Zugspitzgebiet
    - 013-02 Wettersteinwand

  - 014 Karwendelgebirge[7]
    - 014-01 Karwendelspitz
    - 014-02 Soiernspitz
    - 014-03 Schafreuter
    - 014-04 Oberes Isartal und Rißbachtal

  - 015 Loferer und Leoganger Alpen
    - 015-01 Winklmoosalm

  - 016 Berchtesgadener Alpen
    - 016-01 Berchtesgadener Becken
    - 016-02 Reiter Alpe
    - 016-03 Lattengebirge
    - 016-04 Untersberg
    - 016-05 Untersberg Vorberge
    - 016-06 Lattengebirge Vorberge
    - 016-07 Berchtesgadener Vorberge
    - 016-08 Hoher Göll
    - 016-09 Kienberg (1028 m)
    - 016-10 Hochkalter
    - 016-11 Watzmann
    - 016-12 Steinernes Meer
    - 016-13 Hagengebirge
    - 016-14 Wimbachgries
    - 016-15 Königsee
- 02 Schwäbisch-Bayerische Voralpen (komplett enthalten in den Bayerischen Alpen)
  - 020 Vorderer Bregenzer Wald
    - 020-00 Pfänder (und Sulzberg)[8] (am Hirschberg 1095 m, am Sulzberg, knapp auf deutschem Boden, 1041 m)
    - 020-01 Siplinger Kopf (bis 1746 m)
    - 020-02 Hochgrat (bis 1834 m)
    - 020-03 Prodel (und Kapf) (am Immenstädter Horn 1489 m, Kapf bis 998 m)

  - 021 Vilser Gebirge[9]
    - 021-01 Grünten
    - 021-02 Tiefenbacher Eck
    - 021-03 Alpspitz
    - 021-04 Aggenstein
    - 021-05 Vilser Berg

  - 022 Ammergebirge[10]
    - 022-01 Schlagstein
    - 022-03 Tegelberg
    - 022-04 Hochplatte (2082 m)
    - 022-05 Säuling
    - 022-06 Leiterau
    - 022-07 Halblech
    - 022-08 Trauchberggebiet
    - 022-09 Halbammergebiet
    - 022-10 Klammspitz
    - 022-11 Kessel (am Vorderscheinberg 1827 m)
    - 022-12 Rosengartengebiet
    - 022-13 Alpsee
    - 022-14 Notkarspitz
    - 022-15 Kramerspitz
    - 022-16 Hörnlegebiet
    - 022-17 Ettaler Mandl
    - 022-18 Kreuzspitz
    - 022-19 Ammer-Linder. Tal

  - 023 Niederwerdenfelser Land[11]
    - 023-01 Loisachtal
    - 023-02 Kranzberg
    - 023-03 Hausberg

  - 024 Kocheler Berge[12]
    - 024-01 Herzogstand
    - 024-02 Krottenkopf (2086 m) (= nördliches Estergebirge)
    - 024-03 Wank (bis 1780 m) (= südliches Estergebirge)
    - 024-04 Hohentanne-Hirschberg
    - 024-05 Jachenau
    - 024-06 Jachen-Tal
    - 024-07 Benediktenwand
    - 024-08 Zwieselberg (bis 1348 m)
    - 024-09 Walchensee
    - 024-10 Oberes Isartal

  - 025 Mangfallgebirge[13]
    - 025-01 Luckenkopf
    - 025-02 Seekarkreuz
    - 025-03 Roßkopf (bis 1579,9 m)
    - 025-04 Hirschberg (bis 1668 m),
    - 025-05 Blauberge
    - 025-06 Risserkogel
    - 025-07 Gindelalmschneid
    - 025-08 Baumgartenschneid
    - 025-09 Stümpfling
    - 025-10 Schinder (bis 1808 m)
    - 025-11 Schliersberg
    - 025-12 Kegelspitz
    - 025-13 Bayrischzell
    - 025-14 Rotwand (bis 1884 m)
    - 025-15 Auerberg (am Auerspitz 1810 m)
    - 025-16 Farrenpoint
    - 025-17 Rampoldplatte
    - 025-18 Wendelstein (bis 1838 m)
    - 025-19 Rehleitenkopf
    - 025-20 Sudelfeld
    - 025-21 Nußlberg
    - 025-22 Trainsjoch

  - 026 Kufsteiner Becken[14]
  - 027 Chiemgauer Alpen[15]
    - 027-01 Dürrnbachhorn
    - 027-02 Gurnwandkopf
    - 027-03 Weitsee
    - 027-04 Hochgern-Hochfelln
    - 027-05 Hochgern-Hochfelln Vorberge
    - 027-06 Schlechinger Tal
    - 027-07 Mühlprachkopf
    - 027-08 Kampenwand (bis 1669 m)
    - 027-09 Talraum Oberwössen
    - 027-10 Geigelstein
    - 027-11 Rauschberg
    - 027-12 Sonntagshorn
    - 027-13 Kienbergl
    - 027-14 Hochstaufen
    - 027-15 Seekopf (bis 1173 m)
    - 027-16 Weißbach
    - 027-17 Thumsee (See)
    - 027-18 Saalachtal[16] (Talboden)
    - 027-19 Müllnerberg (bis 1373 m)
    - 027-20 Ruhpolding-Inzell (Siedlungsgebiet)
    - 027-21 Sulzberg (am Zinnkopf 1228 m)
    - 027-22 Teisenberg (bis 1333 m)
    - 027-24 Spitzstein (bis 1598 m)
    - 027-25 Priental (Talboden an der Prien)
    - 027-26 Samerberg (Siedlungsgebiet)
    - 027-27 Kampenwand Vorberge
    - 027-28 Ristfeuchthorn (bis 1569 m)
    - 027-29 Wendelberg (959 m)
    - 027-30 Hochries (bis 1569 m)

## Naturräumliche Feingliederung nach Hormann und Dongus
Die vier Einzelblätter mit Alpenanteil sind erst vergleichsweise spät erschienen. Klaus Hormann schlug im 1978 erschienenen Blatt Salzburg vor, die bisherige Aufspaltung in die Gruppen 01 und 02 aufzugeben und die Ziffern ab 90, die auf dem Festland noch nicht vergeben waren, für eine vom Handbuch deutlich abweichende Gliederung zu verwenden. Diesem Vorschlag folgte auch Hansjörg Dongus, der in den Jahren 1991 bis 1994 die anderen Alpenblätter (Tegernsee, Kaufbeuren/Mittenwald, Lindau/Oberstdorf) als welche der allerletzten Blätter bearbeitete. Die resultierende Gliederung der Alpen weicht in ihrer Struktur deutlich von den anderen Gliederungen ab, da insbesondere die einzelnen Einheiten nicht mehr einfach zusammenhängend sind.
Nagelfluh-Vorberge wie der Pfänder werden, abweichend vom Handbuch, von Dongus nicht den Alpen, sondern dem Alpenvorland zugerechnet. Sie werden, gemeinsam mit der Adelegg und dem Rottachberg, in die neue Gruppe 02 Nagelfluhhöhen und Senken (zwischen Bodensee und Wertach bzw. im Alpenvorland) eingegliedert. Auch die ganz in der Schweiz liegenden und von Süden an den Bodensee stoßenden Molassekämme von St. Gallen-Appenzell werden, ohne Nummernvergabe, in Abweichung vom Handbuch, dieser Gruppe (02) zugerechnet.

### Aufteilung in neue Haupteinheiten
Wie folgt gliedern Hormann und Dongus das von ihnen untersuchte Gebiet der Alpen in Haupteinheiten:
- (zu 02 (neu)–06 Alpenvorland)

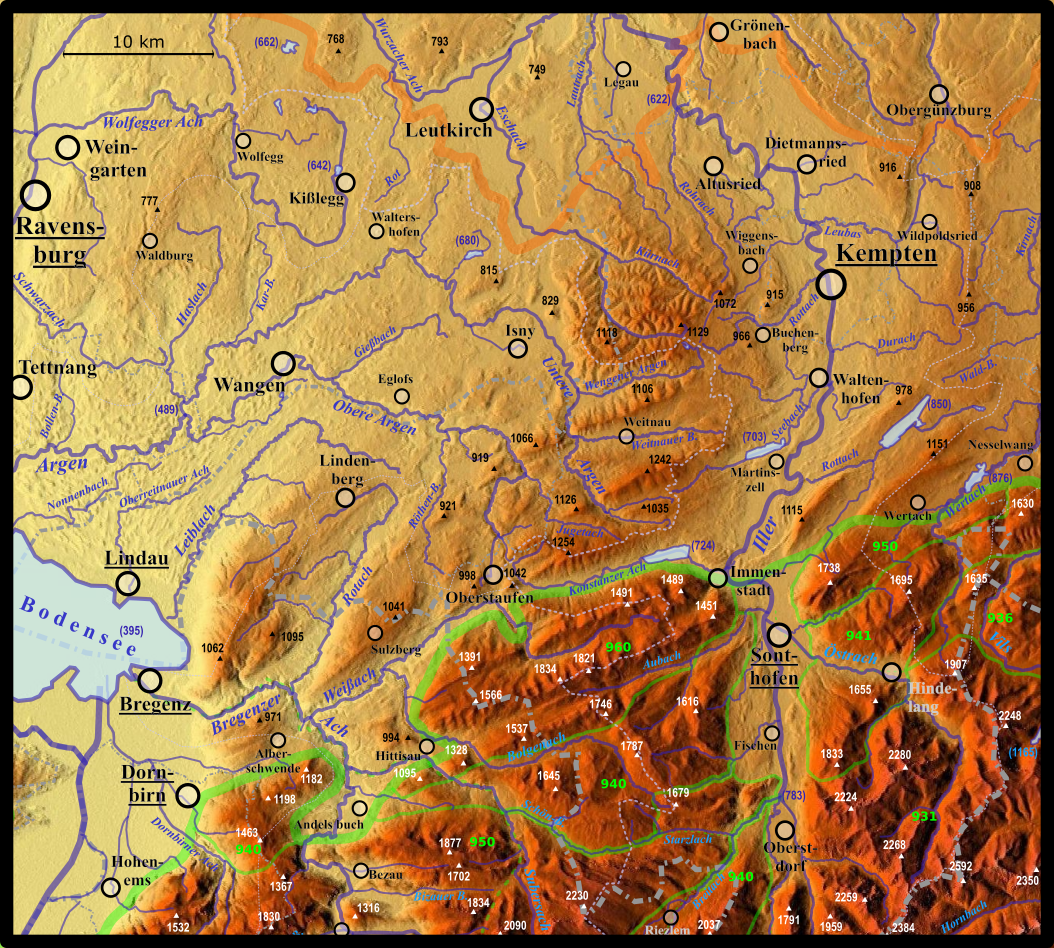
Die Einheit 02' ist hier unmittelbar nördlich der Alpengrenze erkennbar; Legende siehe Bildbeschreibungsseite

  - 02 (neu) Nagelfluhhöhen und Senken zwischen Bodensee und Wertach
    - 020 Pfänder (130 km²)
    - 021 Nagelfluhhöhen und Senken von Sulzberg-Oberstaufen (219 km²)
    - 022 Nagelfluhhöhen und Senken von Großholzleute-Immenstadt (197 km²)
    - 023 Adelegg (112 km²)
    - 024 Rottachberg (85 km²)
- 9 Alpen
  - 90 Becken und Talböden zwischen den Hauptgruppen der Alpen
    - Rheintal
    - Illtal
    - 900 Becken und Talböden im Westteil der Vorarlberg-Allgäuer Alpen
    - 901 Oberstdorfer Becken nebst Nebentälern (Illertal bzw. Becken und Talböden im Ostteil der Vorarlberg-Allgäuer Alpen)
    - 902 Inntal
    - 907 Becken und Talböden am Nordrand der Kitzbüheler Schieferalpen
    - 908 Inzeller Becken
    - 909 Salzach-Saalach-Alpenrandbucht

  - 91 Östliche Zentralalpen
  - 92 Schieferalpen der Nördlichen Grauwackenzone
    - 922 Westliche Kitzbüheler Schieferalpen
    - 923 Östliche Kitzbüheler Schieferalpen
    - 924 Taxenbacher Schieferalpen
    - 925 Radstädter Schieferalpen

  - 93 Nördliche Kalk-Ostalpen
    - 930 Becken und Talböden zwischen den Hauptgruppen der Nördlichen Kalk-Ostalpen
    - 931 Allgäuer Kalkalpen (auf Blatt 187 Lindau noch Nr. 930)
    - 932 Lechtaler Alpen
    - Lechquellengebirge[20]
    - 933 Inntaler Riffkalkketten
    - 934 Salzburger Plateau-Kalkalpen
    - 935 Bayerisch-Tiroler Zwischenkalkalpen
    - 936 Randketten der Nördlichen Kalk-Ostalpen bzw. Kalkalpenrandketten bzw. Randkalkalpen
    - 937 (ohne Namen)[21]

  - 94 Flyschalpen
    - 940 Vorarlberger und Westallgäuer Flyschalpen
    - 941 Ostallgäuer Flyschalpen
    - 942 Trauchgau-Murnauer (Ammergauer) Flyschalpen
    - 943 Tölz-Tegernsee-Chiemgauer Flyschalpen
    - 944 Westliche Salzburger Flyschalpen
    - 945 Östliche Salzburger Flyschalpen

  - 95 Nördliche Kalk-Westalpen
    - Alpsteingruppe
    - Rätikon
    - 950 Vorarlberg-Allgäuer Quintner- und Schrattenkalkgewölbe

  - 96 Schweizer und Allgäuer Nagelfluhschichtkämme
    - Gäbris-Schichtkämme
    - 960 Allgäuer Nagelfluhschichtkämme

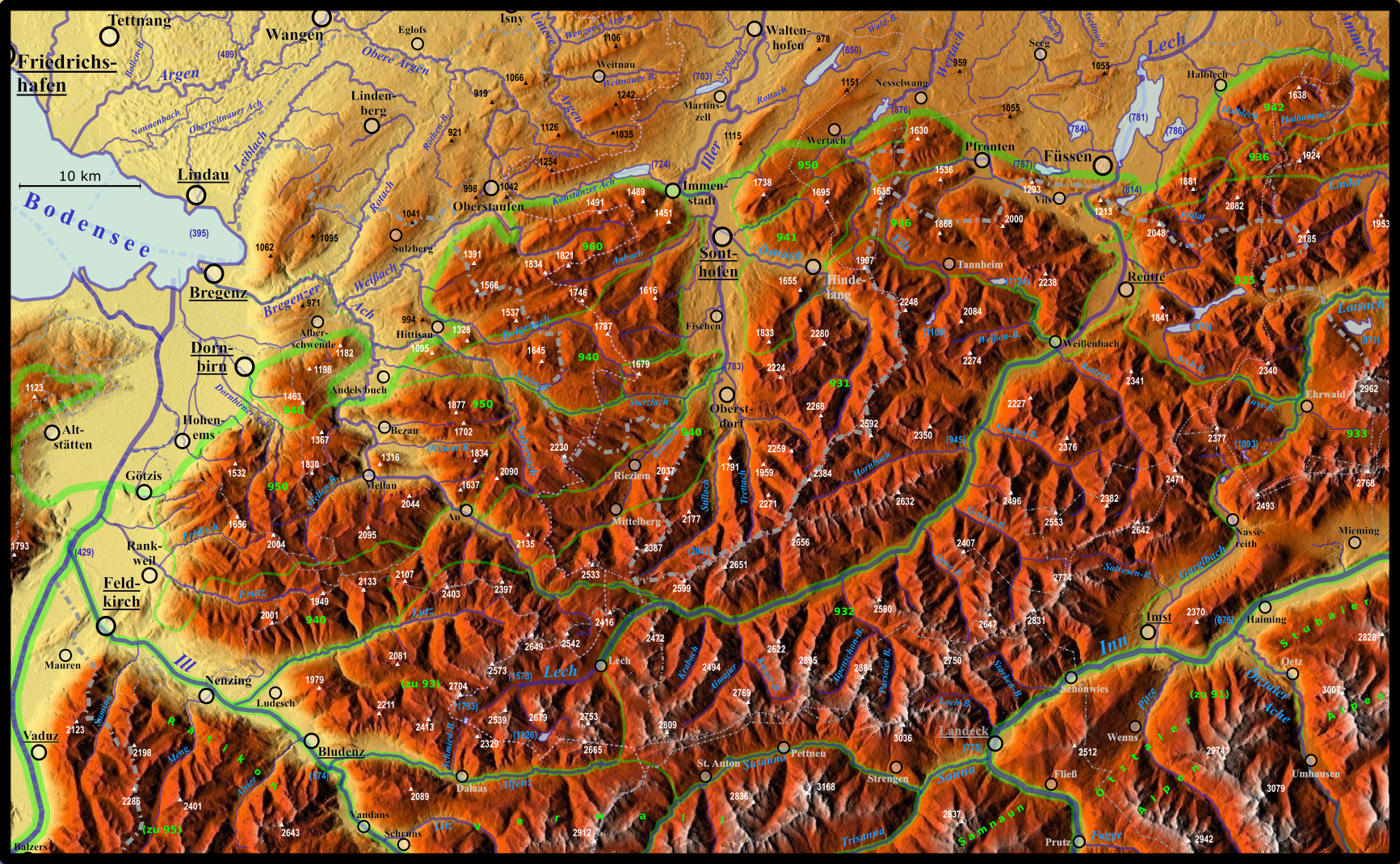
Relief der nordwestlichen Ostalpen:
Die landläufig unter Bregenzerwaldgebirge zusammengefasste Gebirgsgruppe im Westen besteht aus zwei voneinander separierten Westteilen der Flyschgruppe 940, zwischen die sich der Westteil der Schrattenkalkeinheit 950 schiebt. Haupt- und Trenntalboden ist der der Bregenzer Ach (900.60), Trenntal nach Süden das Große Walsertal (900.2)
Der Westflügel der Allgäuer Alpen westlich des Zentrums der Karte enthält über die Ostteile dieser Einheiten hinaus im Norden noch die Nagelfluh-Einheit 960; im (nördlichen) Zentrum der Allgäuer Alpen und des Kartenausschnitts liegt der Talboden 901.
Im Ostflügel der Allgäuer Alpen folgen vom Gebirgsrand ins Innere aufeinander der äußerste Nordostteil der Gruppe 950, der Westteil der Kalk-Voralpeneinheit 936, die Flyscheinheit 941 und die eigentlichen Allgäuer Kalkalpen 931, die sich südlich des Talbodens 901 auch in die Westhälfte ziehen.
Die sich jenseits des Lechtals (930.01–02) anschließenden Lechtaler Alpen im Südosten bestehen demgegenüber genau aus einer Kalkalpeneinheit (932) – was auch auf das Lechquellengebirge im Südwesten zuträfe, welches allerdings (weitgehend) außerhalb des Bearbeitungsgebiets von Blatt Lindau liegt.
Im Ammergebirge im Nordosten des Ausschnitts folgen aufeinander die Flyscheinheit 942, ein Abschnitt der Kalkvoralpeneinheit 936 und der Westen der Zwischenkalkalpeneinheit 935; südöstlich davon schließen sich die Inntaler Riffkalkketten (933) mit (von NO nach SW) dem Wettersteingebirge (933.0), dem Mieminger Gebirge (933.2) und dem Tschirgant (933.5) an.
Legende zu den Bergen und Seen siehe Bildbeschreibungsseite!

Die folgenden 3 Gruppen wurden im Handbuch noch zur (Ex-)Gruppe 02 gerechnet.

### Nagelfluh-Berge der Appenzeller Alpen

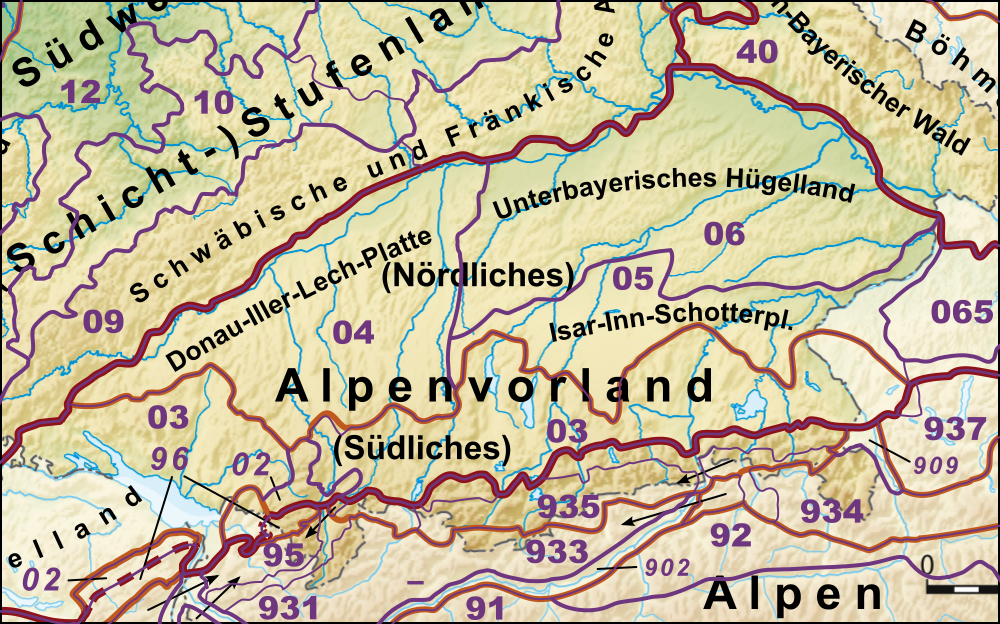
Die beiden Nagelfluh-Gruppen (je 02 und 96) finden sich im Westen des Ausschnitts an der Nahtstelle des Alpenvorlands zu den Alpen

- (zu 02 Nagelfluhhöhen und Senken – Alpenvorland)
  - Molassekämme von St. Gallen–Appenzell (nordöstlich von St. Peterzell 1170 m; CH)
- (zu 96 Schweizer und Allgäuer Nagelfluhschichtkämme)
  - Gäbris-Schichtkämme (am Speer 1950 m; CH)

### Vorderer Bregenzer Wald
- (zu 02 Nagelfluhhöhen und Senken – Alpenvorland)
  - 020 Pfänder (am Hirschberg 1095 m; D und A)
  - 021.0–5 mit 021.2 Sulzberg (1041 m; A)
- (zu 96 Schweizer und Allgäuer Nagelfluhschichtkämme)
  - 960 Allgäuer Nagelfluhschichtkämme (am Rindalphorn 1822 m)

### Schwäbisch-Bayerische Voralpen

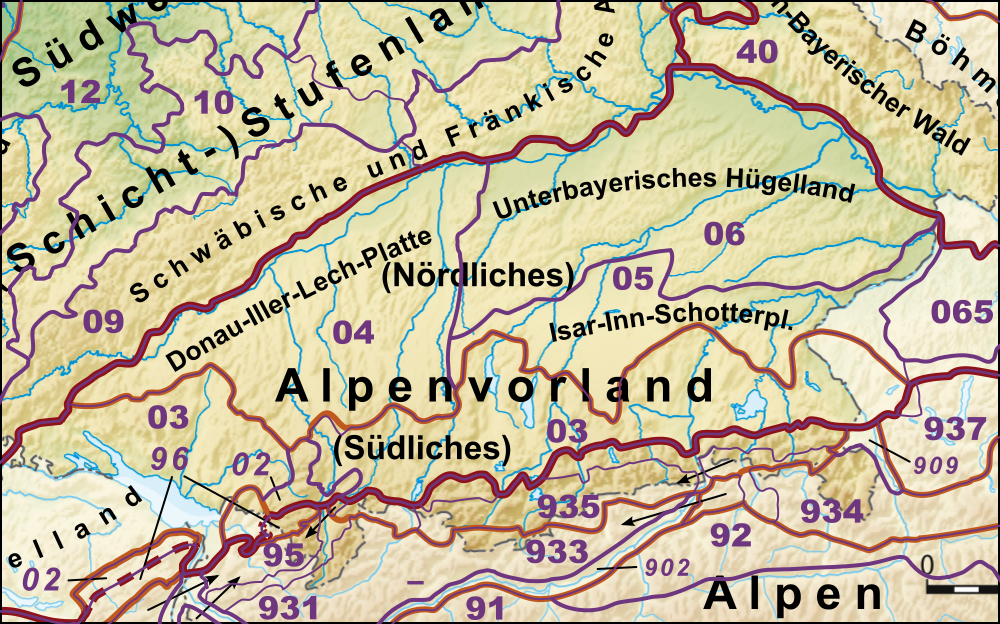
Die Großregion befindet sich zentral am Nordrand der Alpen, sein Südteil wird von den Zwischenkalkalpen (935) eingenommen; in nicht beschrifteten Segmenten mischen sich Flyschalpen (94) und Randkettenglieder (936) mit Senken (908, 930).

- (zu 90 Becken und Talböden zwischen den Hauptgruppen der Alpen)
  - (zu 900 Becken und Talböden im Westteil der Vorarlberg-Allgäuer Alpen)
  - (zu 902 Inntal)
    - 902.4 Becken von Kiefersfelden und Inn-Quertal

  - 908 Inzeller Becken
- (zu 93 Nördliche Kalk-Ostalpen)
  - (930 Becken und Talböden zwischen den Hauptgruppen der Nördlichen Kalk-Ostalpen (teilweise))
  - 935 Bayerisch-Tiroler Zwischenkalkalpen (ohne 935.7)
  - 936 Randketten der Nördlichen Kalk-Ostalpen bzw. Kalkalpenrandketten bzw. Randkalkalpen
- (zu 94 Flyschalpen)
  - (zu 941 Ostallgäuer Flyschalpen)
    - 941.1 Berge um das Wertacher Hörnle
    - 941.2 Bayerstädter Kopf-Alpspitz-Edelsberg-Gruppe

  - 942 Trauchgau-Murnauer (Ammergauer) Flyschalpen
  - 943 Tölz-Tegernsee-Chiemgauer Flyschalpen
  - 944 Westliche Salzburger Flyschalpen
- (zu 95 Nördliche Kalk-Westalpen)
  - (zu 950 Vorarlberg-Allgäuer Quintner- und Schrattenkalkgewölbe)
    - 950.0 Grünten (1738 m)

### Österreichische Voralpen
Nur der Westen der ganz in Österreich liegenden Gruppe ist bearbeitet worden.
- (zu 93 Nördliche Kalk-Ostalpen)
  - 937 (ohne Namen)[21]
- (zu 94 Flyschalpen)
  - 945 Östliche Salzburger Flyschalpen

### Nördliche Kalk-Hochalpen (Westteil)
Die folgende Gruppe wurde im Handbuch noch zur (Ex-)Gruppe 01 gerechnet, die deutschen Anteile liegen bei Oberstdorf und Garmisch-Partenkirchen.

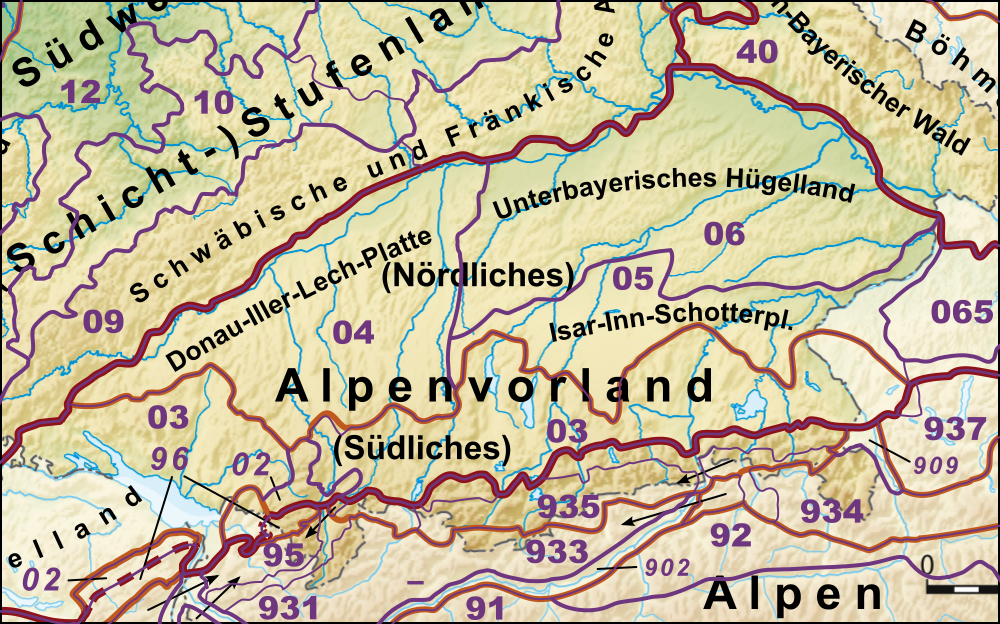
Der Hauptteil der Großregion (Mitte und Westen, unten) besteht aus den Haupteinheiten 931 bis 933 sowie, im Westen, Teilen von 95.

- (zu 90 Becken und Talböden zwischen den Hauptgruppen der Alpen)
  - Rheintal
  - Illtal
  - 900 Becken und Talböden im Westteil der Vorarlberg-Allgäuer Alpen
  - 901 Oberstdorfer Becken nebst Nebentälern (Illertal bzw. Becken und Talböden im Ostteil der Vorarlberg-Allgäuer Alpen)
  - 902 Inntal (ohne 902.4)
- (zu 93 Nördliche Kalk-Ostalpen)
  - (930 Becken und Talböden zwischen den Hauptgruppen der Nördlichen Kalk-Ostalpen (teilweise))
  - 931 Allgäuer Kalkalpen
  - 932 Lechtaler Alpen
  - 933 Inntaler Riffkalkketten (ohne 933.7), darunter u. a.
    - 933.0 Wettersteingebirge
    - 933.1 Arnspitzgruppe
    - 933.6 Erlspitzgruppe, Karwendel-Hauptketten und Brandenberger Alpen

  - 935 Bayerisch-Tiroler Zwischenkalkalpen
- (zu 94 Flyschalpen)
  - 940 Vorarlberger und Westallgäuer Flyschalpen
  - (zu 941 Ostallgäuer Flyschalpen)
    - 941.0 Flyschberge um das Imberger Horn
- (zu 95 Nördliche Kalk-Westalpen)
  - Alpsteingruppe (bis 2502 m)
  - Rätikon (bis 2964 m)
  - 950 Vorarlberg-Allgäuer Quintner- und Schrattenkalkgewölbe (ohne 950.0)

### Nördliche Kalk-Hochalpen (Ostteil)
Die folgende Gruppe wurde im Handbuch noch zur (Ex-)Gruppe 01 gerechnet, die deutschen Anteile liegen bei Berchtesgaden.
Die Gruppe liegt zu größeren Teilen in Österreich.

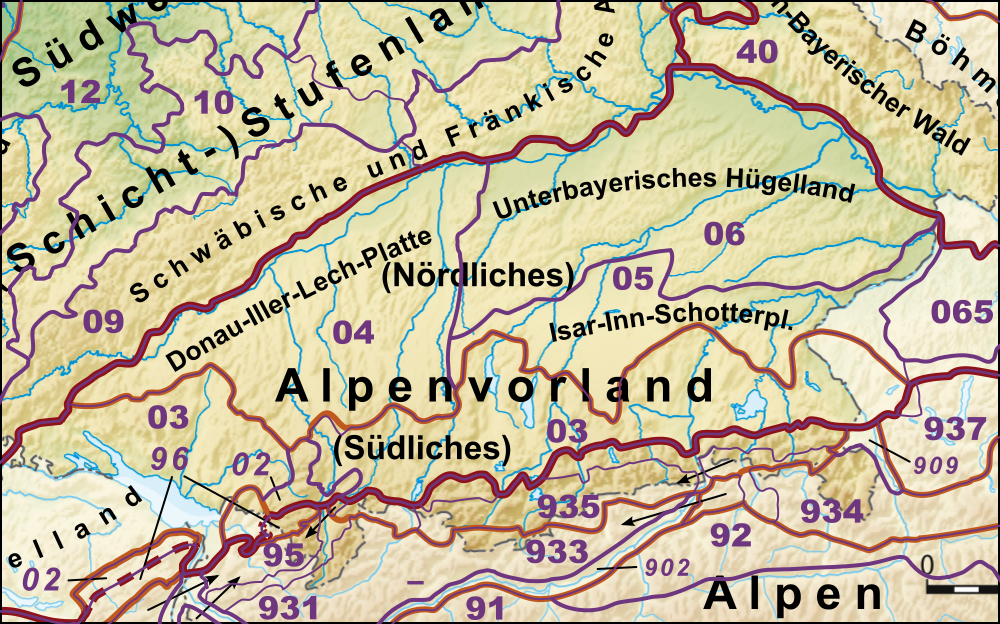
Der Hauptteil der Großregion (südlicher Osten des Ausschnitts) besteht aus der Haupteinheit 934 sowie, im Westen, aus Teilen von 933 und 935.

- (zu 90 Becken und Talböden zwischen den Hauptgruppen der Alpen)
  - 909 Salzach-Saalach-Alpenrandbucht
- 93 Nördliche Kalk-Ostalpen
  - 930 Becken und Talböden zwischen den Hauptgruppen der Nördlichen Kalk-Ostalpen (in Teilen)
  - (zu 933 Inntaler Riffkalkketten)
    - 933.7 Kaisergebirge (bis 2344 m)

  - 934 Salzburger Plateau-Kalkalpen, darunter u. a.
    - 934.3 Berchtesgadener Alpen

  - (zu 935 Bayerisch-Tiroler Zwischenkalkalpen)
    - 935.7 Kirchdorfer Dolomitalpen

### Zentrale Alpen
Die Zentralalpen liegen ganz außerhalb Deutschlands und sind nur in geringerem Umfange kartiert worden.
- 91 Östliche Zentralalpen
- 92 Schieferalpen der Nördlichen Grauwackenzone